# Адам Філіпп Кюстін
Адам Філіпп Кюстін (*Adam Philippe de Custine, 4 лютого 1740 —†28 серпня 1793) — французький військовий та політичний діяч часів Першої республіки.

## Життєпис
Народився 1740 року у місті Мец. Походив з аристократичної родини. Отримав гарну освіту. Вирішив присвятити себе військовій справі. Розпочав кар'єру у званні капітана під час Семирічної війни. У званні полковника брав участь у війни за незалежність в Америці. По поверненню до Франції отримав звання бригадира та призначений військовим губернатором Тулона. У 1789 році обирається до Генеральних штатів. Підтримував революційні зрушення. Водночас був прихильником конституційної монархії, намагався відстоювати королівські прерогативи. У 1791 році отримує звання генерал-лейтенанта.
У 1792 році очолює Рейнську армію. Того ж року захоплює міста Шпейєр, Майнц, Франкфурт-на-Майні. Втім починає перемовини з Прусією про мир, але марно. Цього разу Кюстін діяв менш активно, що дозволило ворогові блокувати Майнц. Кюстін декілька разів намагався піти у відставку, але Конвент, який контролювали союзники Кюстіна жирондісти, її не прийняв. 13 квітня 1793 року Кюстіна призначено головою Північної армії. Але тут мляво діяв проти австрійців, який зуміли захопити важливе місто Конде-сюр-Еско. В цей час відбулося повалення уряду жирондістів.
Якобинці викликали Кюстіна до Парижу, де він був 22 липня 1793 року заарештований, звинувачений у зраді. Революційний трибунал присудив його до страти, що й сталося 28 серпня 1793 року.